# Pterosturisoma microps
Pterosturisoma microps – gatunek słodkowodnej ryby sumokształtnej z rodziny zbrojnikowatych (Loricariidae), jedyny przedstawiciel rodzaju Pterosturisoma.

## Występowanie
Gatunek endemiczny – występuje w dorzeczu górnej Amazonki, na obszarze Peru, Boliwii i prawdopodobnie Ekwadoru. Jest reofilem.

## Cechy charakterystyczne
P. microps ma budowę bardzo podobną do ryb z rodzaju Lamontichthys, od których odróżnia go głównie liczba miękkich promieni w płetwach piersiowych – 6 u Pterosturisoma, 7 u Lamontichthys. Osiąga ok. 16 cm długości standardowej (SL).